# المعهد العالي للباليه (مصر)
المعهد العالي للباليه، هو واحد من المعاهد الفنية العليا التابعة لوزارة الثقافة المصرية، أسس عام 1958 وهو منذ عام 1969 من مكونات أكاديمية الفنون في الجيزة، مصر.

## التأسيس والأهداف
أنشئ المعهد العالي للباليه بموجب المرسوم الرئاسي 1349لعام 1958،  وألحق عام 1969 بأكاديمية الفنون بموجب القانون 78.
يعرف المعهد أهدافه بخلق جيل من الشباب يمارس في الباليه على أساس الفكر الأكاديمي، وتصميم أعمال باليه مصرية تهدف إلى رفع مستوى فن الرقص وتحديثه، وتكوين فرقة باليه مصرية  من تلاميذ وتلميذات المعهد العالي للباليه يقوموا بعرض الأعمال الفنية الهادفة في فن الباليه.

## أقسام المعهد
يضم المعهد العالي للباليه الأقسام التالية وكل قسم منصوص عليها في التخصصات:
- تصميم وإخراج الباليهات: ويتميز تصميم وإخراج عدد كبير من الرقصات الباليهات الفنية وتقديمها على مسرح الباليه.
- طرق تدريس الرقص الكلاسيكي: وتشمل طرق تدريس تخصصات الباليه الكلاسيكي، والرقص الشعبي العالمي، والرقص الثنائي، والرقصات التاريخية، والرقص الحديث.

عميد المعهد العالي للباليه حالياً د. لمياء محمد، ويدير مدرسه الباليه د. محمود صلاح الدين  د. أحمد سمير 

## الدرجات
المعهد العالي للباليه يضم الدرجات التالية:
- درجة دبلوم في فن الرقص، وينضم فيها التلميذ للدراسة بمعهد الباليه منذ السنة الرابع أبتدائي حتى الثالثة ثانوي عام أدبي، بمعدل تسعة سنوات دراسية كاملة.
- درجة البكالوريوس في فن الباليه في إحدى التخصصات المذكورة، وينضم الدارس بعد إنهاء المرحلة الدراسية الثالثة ثانوي ويدرس أربعة سنوات.
- دبلوم الدراسات العليا في التخصصات، وينضم فيها الباحث بعد إنهاء دراسة البكالوريوس ويدرس سنتين.
- درجة الماجستير في فن الباليه في التخصصات، وهي المرحلة التي تلي مرحلة دبلوم الدراسات العليا ويحتاج فيها الباحث أن ينهي دراستة لمدة لا تزيد عن خمسة سنوات من بعد الموافقة على خطته الدراسية".
- درجة الدكتوراه في الفنون، أو الدكتوراه في تخصصات الفنون الفلسفة في مجموعة واحدة. "وهي المرحلة التي تلي درجة الماجستير.

## أعمال معهد
يقدم تلاميذ وتلميذات المعهد العالي للباليه حفلة سنوية يؤدون فيها عروض الباليه، ومن أشهرها باليه كسارة البندق، جيزيل، دون كيشوت، لاسيلفيد، بحيرة البجع، القرصان، سبارتاكوس، الفاتنات السيع، مصر الحضارة، كما يشارك المعهد في مسابقات ومهرجانات دولية، ويرفد فرقة باليه دار الأوبرا المصرية.